# El regreso de Iljimae
El regreso de Iljimae (en hangul, 돌아온 일지매; en hanja, 돌아온 一枝梅; romanización revisada, Dolaon Iljimae) también conocida como Moon River, es una serie de televisión histórica surcoreana emitida durante 2009 y protagonizada por Jung Il Woo, Yoon Jin Seo, Kim Min Jong y Jung Hye Young. La serie está basada en la tira cómica Iljimae de Ko Woo Young publicada entre 1975 y 1977, que tiene su origen en Ming, de una leyenda acerca de una especie de Robin Hood que se sitúa en Joseon.
Fue emitida por MBC desde el 21 de enero hasta el 9 de abril de 2009, con una longitud de 24 episodios emitidos cada miércoles y jueves a las 21:55 (KST). Esta versión, corresponde a la tercera adaptación de Iljimae en televisión surcoreana, anteriormente habían sido protagonizadas por Jang Dong Gun en 1993 y Lee Joon Gi en 2008. El regreso de Iljimae, fue un éxito comercial en Japón, donde los derechos de difusión fueron comercializados por 1.32 millones de dólares estadounidenses.

## Argumento
Iljimae (Jung Il Woo) nació fuera del matrimonio de su padre que fue un noble oficial de alto rango mientras su madre era una humilde sirvienta. Para proteger el honor el honor de la familia de su padre, fue abandonado cuando bebe y ocultado bajo un árbol de albaricoque. Así fue dado su nombre Iljimae (Rama del albaricoque).
Él fue adoptado por una familia que vivió en el reino Qing, pero aun después de trazar sus raíces en Joseon, su padre lo rechaza nuevamente. Con el corazón fuerte, regresa a sus tierras nativas y libera su ira sobre la clase dominante, para luchar contra la injusticia y la tiranía, por el bien de los plebeyos. Donde quiera aparece para defender la justicia, dejando atrás la soledad de la rama del árbol de albaricoque. Viviendo aislado de la existencia y ocultando su rostro tras una máscara para ser un héroe para el pueblo, en la vida de Iljimae solo hay una mujer que lo vuelve a re-conectar con el mundo, Wol Hee (Yoon Jin Seo).

## Reparto

### Personajes principales
- Jung Il Woo como Iljimae.
- Yoon Jin Seo como Dal Yi / Wol Hee.
- Kim Min Jong como Koo Ja Myung
- Jung Hye Young como Baek Mae.

### Personajes secundarios
- Kang Nam Gil como Bae Seon Dal.
- Lee Hyun Woo como Cha Dol Yi.
- Park Geun Hyung como Kim Ja Jeom.
- Park Chul Min como Wang Hyeong Bo.
- Oh Young Soo como Monk Yeol Gong.
- Kim Yoo Hyun como Princesa Mo Ran.
- Lee Kye In como Jeol Chi.
- Sandara Park como Rie.
- Jeon Soo Yeon como Soo Ryun.
- Lee Ho Jae como Kim Joong Hwan.
- Jung Joon como Kim Joon Seo.
- Seo Hye Won como Choon Wol.
- Hwang Jang Yi como Miyamoto Musashi.
- Harisu como Ki Seon Nyeo.
- Kwak Min Suk como Cham Mo.
- Yoon Yoo Sun.
- Park Chan Hwan.
- Lee Ga Hyun.
- Jeon Hae Ryong.

### Otros personajes
- Yoon Jong-hoon.
- Oh Chang-seok.

## Recepción

### Audiencia
En Azul la audiencia más baja y en rojo la más alta, correspondientes a la empresa medidora AGB Nielsen.
| Ep. # | Fecha                 | Share AGB Nielsen | Share AGB Nielsen |
| Ep. # | Fecha                 | Nacional          | Seúl              |
| ----- | --------------------- | ----------------- | ----------------- |
| 1     | 21 de enero de 2009   | 16.8 %            | 18.2 %            |
| 2     | 22 de enero de 2009   | 16.1 %            | 17.9 %            |
| 3     | 28 de enero de 2009   | 17 %              | 18.2 %            |
| 4     | 29 de enero de 2009   | 15.5 %            | 16.7 %            |
| 5     | 4 de febrero de 2009  | 14.5 %            | 14.9 %            |
| 6     | 5 de febrero de 2009  | 15.3 %            | 15.8 %            |
| 7     | 11 de febrero de 2009 | 10.8 %            | 11.4 %            |
| 8     | 12 de febrero de 2009 | 13.9 %            | 15.3 %            |
| 9     | 18 de febrero de 2009 | 11.2 %            | 11.7 %            |
| 10    | 19 de febrero de 2009 | 11.6 %            | 11.3 %            |
| 11    | 25 de febrero de 2009 | 11.8 %            | 12.7 %            |
| 12    | 26 de febrero de 2009 | 11.9 %            | 12.1 %            |
| 13    | 4 de marzo de 2009    | 9.8 %             | 10 %              |
| 14    | 5 de marzo de 2009    | 10.6 %            | 11.3 %            |
| 15    | 11 de marzo de 2009   | 9.3 %             | 9.9 %             |
| 16    | 12 de marzo de 2009   | 9.5 %             | 10.3 %            |
| 17    | 18 de marzo de 2009   | 8.7 %             | %                 |
| 18    | 19 de marzo de 2009   | 8.3 %             | %                 |
| 19    | 25 de marzo de 2009   | 8.5 %             | %                 |
| 20    | 26 de marzo de 2009   | 8.3 %             | %                 |
| 21    | 1 de abril de 2009    | 8.8 %             | 9.3 %             |
| 22    | 2 de abril de 2009    | 9.2 %             | 10.1 %            |
| 23    | 8 de abril de 2009    | 7.8 %             | 8.2 %             |
| 24    | 9 de abril de 2009    | 8.8 %             | 9.4 %             |

## Emisión internacional
- Irán: IRIB.
- Japón: KBS, DATV y KNTV.[7][8][9]